# KkStB-Tenderreihe 71
Die kkStB-Tenderreihe 75 war eine Schlepptenderreihe der kkStB, deren Tender ursprünglich von der Böhmischen Nordbahn-Gesellschaft (BNB) stammten.
Die BNB beschaffte diese Tender 1903/04 von der Wiener Neustädter Lokomotivfabrik für ihre Lokomotiven der Reihe IIb.
Nach der Verstaatlichung reihte die kkStB sie als Reihe 71 ein.
Sie blieben immer mit den Maschinen der Reihe 127 gekuppelt.